# Wilco van Buuren
Wilco van Buuren (Delft, 24 mei 1962) is een Nederlands voormalig profvoetballer. Na zijn actieve spelerscarrière bleef hij in de sportwereld werken als jeugdtrainer bij verschillende betaaldvoetbalorganisaties. Hij is een broer van Marcel van Buuren.
De professionele voetbalcarrière van Van Buuren is in 1983 bij Ajax begonnen. Van Buuren heeft enige jaren bij Ajax gespeeld tot en met 1985. Als centrale verdediger blonk Van Buuren uit in zijn gedisciplineerde spel. Hij speelde bij Ajax in een jeugdige selectie, met onder meer Hans Galjé, Stanley Menzo, Sjaak Storm, Sonny Silooy, Jan Molby, Frank Rijkaard, Winston Haatrecht, Ronald Koeman, Gerald Vanenburg, Marco van Basten, Jesper Olsen, John van 't Schip, John Bosman, Rob de Wit en broer Marcel van Buuren. Na een succesvolle start bij Ajax is Van Buuren overgestapt naar PEC Zwolle '82. Na PEC Zwolle '82 heeft Van Buuren bij Willem II en FC Den Haag gespeeld. 

## Vroeg einde
Van Buurens profcarrière eindigde voortijdig bij FC Den Haag, op 27-jarige leeftijd. Vers aangekomen bij de residentieclub, kreeg de verdediger rugklachten. Twee maanden later werd hij afgekeurd op basis van versleten heupen. Daarop keerde hij terug naar de amateurs bij Kozakken Boys.

## Ondernemer
In verband met het einde van zijn spelerscarrière startte Van Buuren als zelfstandig ondernemer (verkoop van kinderkleding en cadeauartikelen), 

## Trainer-coach
Na zijn carrière als professioneel voetballer en zelfstandig ondernemer legde Van Buuren zich in 1998 toe op het trainerschap. Van Buuren was jeugdtrainer bij verschillende voetbalclubs, zoals: Ajax, NEC, RKC en Willem II.
Van Buuren werkt vanaf 2007 als internationale trainer-coach bij Al-Riffa SC (Bahrein), the National team of Hungary, Al Ahli (Saoedi Arabië), Al Shabab (Dubai) en de Football Federation of Saudi Arabia (Saoedi Arabië). Van Buuren is momenteel werkzaam in Al Ain (Verenigde Emiraten).

## Clubcarrière
| Seizoen   | Club             | Competitie     | Wedstrijden | Doelpunten |
| --------- | ---------------- | -------------- | ----------- | ---------- |
| 1983–1985 | Ajax             | Eredivisie     | 24          | 0          |
| 1984/85   | → PEC Zwolle '82 | Eredivisie     | 12          | 2          |
| 1985/86   | PEC Zwolle '82   | Eerste divisie | 33          | 5          |
| 1986/87   | PEC Zwolle '82   | Eredivisie     | 30          | 6          |
| 1987/88   | PEC Zwolle '82   | Eredivisie     | 26          | 5          |
| 1988/89   | Willem II        | Eredivisie     | 25          | 6          |
| 1989/90   | FC Den Haag      | Eredivisie     | 12          | 4          |